# 고, 도그. 고!
《고, 도그. 고!》(영어: Go, Dog. Go!)는 1961년 발행된 P. D. 이스트먼의 아동 도서이다. 2021년에는 만화화되었다.